# Torre de la Libertad

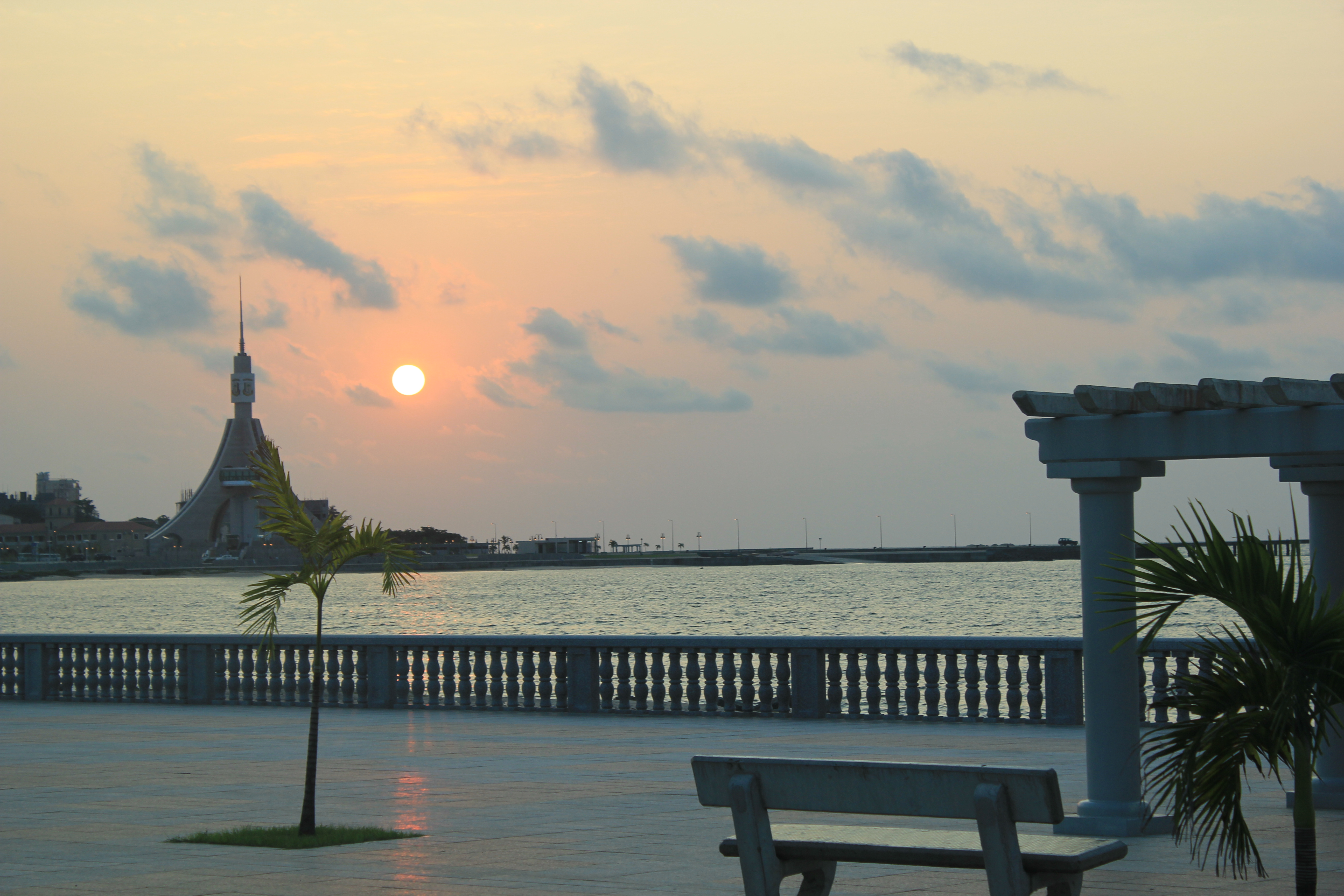
Torre de la Libertad

Der Torre de la Libertad (deutsch: Freiheitsturm) ist ein 62 m hoher Turm in Bata, der größten Stadt von Äquatorialguinea. Er befindet sich auf dem Paseo Marítimo, einer breiten Uferpromenade, auf einem Platz vor dem alten Hafen der Stadt. Es ist eine futuristische Beton-Version des Eiffelturms und wird abends durch verschiedene, bunte Leuchtelemente angestrahlt. Die Außenfassade ist mit Granit verkleidet. In 25 m Höhe befindet sich ein rotierendes Restaurant mit einer Kapazität bis zu 80 Gästen. Das Gebäude wurde von dem Bauunternehmen Horizon Construcción S.A. gebaut. Das Fundament besteht aus 189 Rammpfählen mit einem Durchmesser von 70 cm, die 18 m tief versenkt wurden. Die Bauzeit betrug 32 Monate. Die Einweihung erfolgte am 12. Oktober 2011, dem 43. Unabhängigkeitstag des Landes. Der Turm ist wie sein Pariser Vorbild das Wahrzeichen der Stadt geworden.